# Leonel Manzano
Leonel Manzano (* 12. září 1984 Dolores Hidalgo, Guanajuato, Mexiko) je americký atlet mexického původu, věnuje se běhu na středních tratích.
V roce 2012 na olympiádě v Londýně získal stříbrnou olympijskou medaili v běhu na 1500 metrů.